# Morin chuur

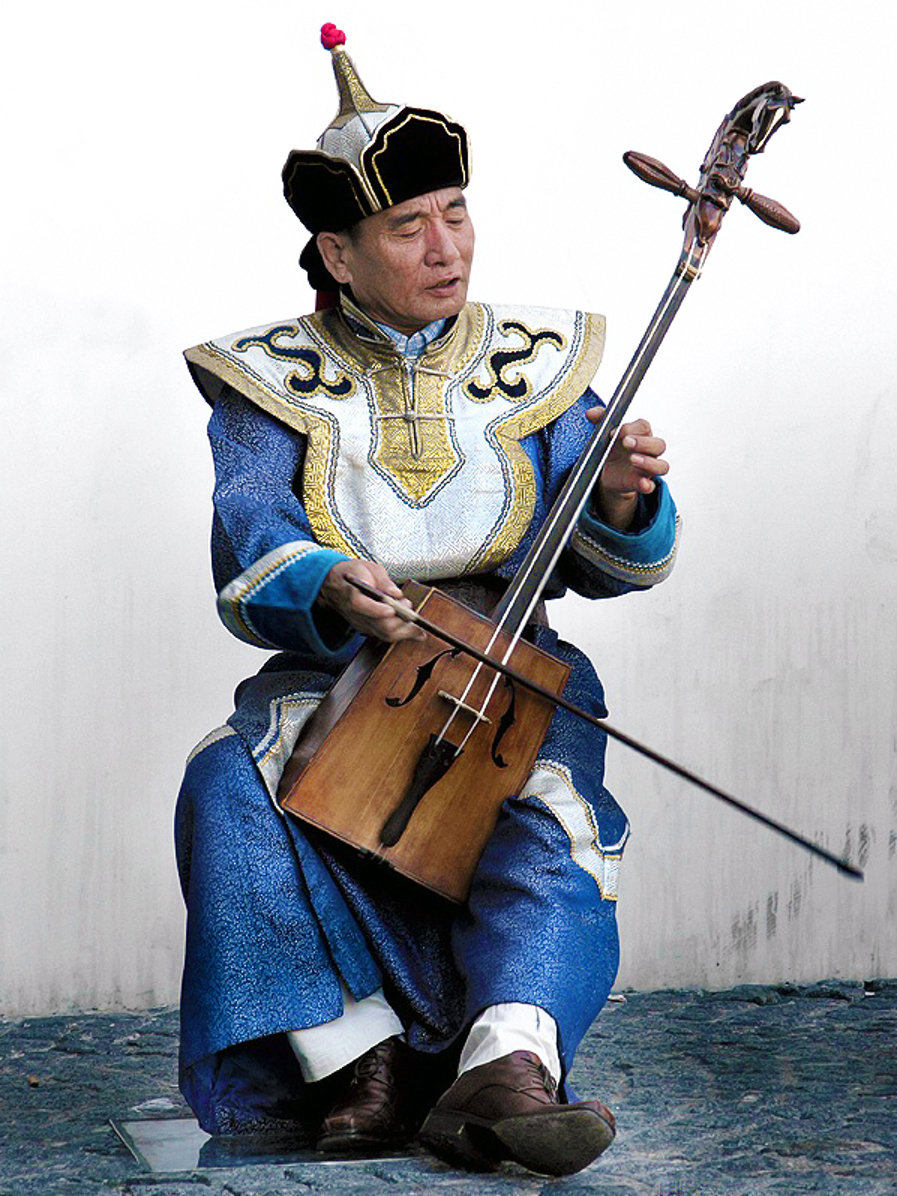
Sambuugijn Pürevžav ze souboru Altaj Chajrchan hrající na morin chuur

Morin chuur (mongolsky морин хуур; také známý pod názvem morin khuur nebo horsehead fiddle) je tradiční mongolský smyčcový strunný hudební nástroj. Je to jeden z nejdůležitějších hudebních nástrojů Mongolů a je považován za symbol mongolského národa. Je také zapsán na seznamu nehmotného dědictví UNESCO.
Nástroj se skládá z dřevěného těla lichoběžníkového tvaru, ke kterému jsou připnuty dvě struny tradičně laděné do tónů B a F. Struny jsou vytvořené buď z koňských žíní, nebo mohou být nylonové. Hlava nástroje obvykle nese tvar koňské hlavy.